# J.A. Brasen
Jens August Brasen (født 14. april 1802 i Karrebæk, død 20. november 1869 i Skælskør) var en dansk præst.
Han var søn af sognepræst i Karrebæk Sogn (senere Vejby og Tibirke Sogne). Ole Brasen, som 1803 havde fået Universitetets guldmedalje for en prisopgave, og Caroline Augusta Frederica Ibsen (1778 - 1811). J.A. Brasen blev student fra Herlufsholm 1820 og cand.theol. 1826. Han var kateket i Odense, blev 1832 sognepræst i Karrebæk Sogn og 1836 provst for Vester og Øster Flakkebjerg Herreder. I 1840 blev han sognepræst i Skælskør, og det embede havde han til sin død. Han blev Ridder af Dannebrog 6. oktober 1852. 
J.A. Brasen deltog i sin tids store kirkedebatter og skrev en række taler og pamfletter.
Brasen blev gift første gang 20. august 1830 i Christiansborg Slotskirke med Catharina Margaretha Emilie Ibsen (26. september 1810 i København - 26. maj 1837), datter af kgl. kammerfourerer og kammerråd Frederik Julius Ibsen og Elisabeth Christine Sørensen. I andet ægteskab giftede han sig 9. oktober 1840 i Sankt Peders Kirke i Næstved med Wilhelmine Høegh-Guldberg (22. oktober 1810 i Helsingør - 21. oktober 1877 i Hillerød), datter af general Christian Høegh-Guldberg.
Han og hans tilkommende første hustru er portrætteret 1829 af Claus Christian Tilly.

## Forfatterskab
- Om "Skoletvangs Ophør": En Modbemærkning, 1846.
- Om Forfatningssagens Betydning med Hensyn til Kirke og Geistlighed, 1848.
- Lærebog i den evangelisk-christelige Religion efter den apostoliske Troesbekiendelse, 1852.
- Kirkeforfatningssagens Udvikling og nuværende Stilling, 1856.
- Den lærde Skoles Pædagogie under dens nuværende Tilstand, 1861.
- Herlufsholms Kirkes Indvielse efter dens Restauration, paa 7de Søndag efter Trinitatis den 19. Juli 1863, 1863.